# Joan Matamala i Flotats
Pour les articles homonymes, voir Flotats.
Joan Matamala i Flotats, né en 1893  à Gràcia (alors commune indépendante de la périphérie de Barcelone) et mort en 1977 à Barcelone, est un sculpteur catalan, fils du sculpteur Llorenç Matamala i Piñol, petit-fils et disciple de Joan Flotats. 
Il reçut une éducation artistique à l'Escola de la Llotja (1910) avant de travailler comme apprentis aux ateliers de la Sagrada Família. À la mort de son père il acheva le statuaire de la façade de la Nativité de la basilique.
Il est connu comme portraitiste et réalisa des expositions individuelles en 1920 à Barcelone, Gérone et Reus. À la mort d'Antoni Gaudí en 1926, il réalisa un masque mortuaire de l'architecte avec lequel il réalisa un buste célèbre. 
Il réunit d'importantes archives documentaires et graphiques sur Antoni Gaudi qu'il céda en 1972 à la Chaire Gaudi de l'École technique supérieure d'architecture de Barcelone. Y figurait en particulier les documents, jusqu'alors inconnus, du projet non réalisé de l'Hôtel Attraction.
Il écrivit une Histoire de la Sagrada Familia.